# Ommatius manipulus
Ommatius manipulus är en tvåvingeart som beskrevs av H. Oldroyd 1972. Ommatius manipulus ingår i släktet Ommatius och familjen rovflugor. Inga underarter finns listade i Catalogue of Life.